# تپه چاه ۲۶
تپه چاه ۲۶ مربوط به دوره اشکانیان - سده‌های اولیه دوران‌های تاریخی پس از اسلام است و در شهرستان کبودرآهنگ، بخش مرکز ی، دهستان سبزدشت، ۳ کیلومتری جنوب شرق روستای عین آباد واقع شده و این اثر در تاریخ ۷ اسفند ۱۳۸۶ با شمارهٔ ثبت ۲۱۵۷۴ به‌عنوان یکی از آثار ملی ایران به ثبت رسیده است.